# Edwardsiana singularis
Edwardsiana singularis är en insektsart som beskrevs av Anufriev 1975. Edwardsiana singularis ingår i släktet Edwardsiana och familjen dvärgstritar. Inga underarter finns listade i Catalogue of Life.